# Leora Dana
Leora Dana (1 de abril de 1923 – 13 de diciembre de 1983) fue una actriz teatral, cinematográfica y televisiva de nacionalidad estadounidense.
Nacida en la ciudad de Nueva York, fue premiada con el Premio Tony en 1973 por su actuación en The Last of Mrs. Lincoln.
Estuvo casada con el actor Kurt Kasznar desde 1950, divorciándose de él en 1958. Como curiosidad su hermana Doris, sería íntima amiga y posteriormente albacea literaria de la escritora chilena Gabriela Mistral.
Leora Dana falleció a causa de un cáncer en 1983, en la ciudad de Nueva York. Tenía 60 años de edad.